# (12968) 3261 T-3
A (12968) 3261 T-3 a Naprendszer kisbolygóövében található aszteroida. Cornelis Johannes van Houten, Ingrid van Houten-Groeneveld és Tom Gehrels fedezte fel 1977. október 16-án.

## Kapcsolódó szócikk
- Kisbolygók listája (12501–13000)